# Championnat d'Angleterre de football de quatrième division 2021-2022
Navigation
Édition précédente Édition suivante
La saison 2021-2022 de League Two est la dix-huitième édition de la quatrième division anglaise sous son nom actuel et la vingt-neuvième sous sa forme actuelle.
Les vingt-quatre clubs participants au championnat sont confrontés à deux reprises aux vingt-trois autres pour un total de 552 matchs. La saison régulière démarre le 7 août 2021 et se termine le 7 mai 2022, les barrages de promotion se jouant par la suite. À la fin de la saison, les trois premiers sont promus en League One et les quatre suivants s'affrontent en barrages pour une place dans la division supérieure. Les deux derniers sont quant à eux relégués en National League.

## Les 24 clubs participants
| \| Carlisle Colchester Crawley Exeter FGR Mansfield Newport Oldham Port Vale Bradford Scunthorpe Walsall Salford Stevenage Leyton Harrogate Barrow Tranmere Sutton United Hartlepool Northampton Rochdale Bristol Swindon \| Localisation des clubs engagés dans le championnat. |
| Carlisle Colchester Crawley Exeter FGR Mansfield Newport Oldham Port Vale Bradford Scunthorpe Walsall Salford Stevenage Leyton Harrogate Barrow Tranmere Sutton United Hartlepool Northampton Rochdale Bristol Swindon                                                           |

| Club                | D4 depuis | Classement 2020-2021 | Stade              | Capacité | Ville             |
| ------------------- | --------- | -------------------- | ------------------ | -------- | ----------------- |
| Rochdale AFC        | 2021      | 21e (D3)             | Spotland Stadium   | 10 249   | Rochdale          |
| Northampton Town    | 2021      | 22e (D3)             | Sixfields Stadium  | 7 653    | Northampton       |
| Swindon Town        | 2021      | 23e (D3)             | County Ground      | 15 728   | Swindon           |
| Bristol Rovers      | 2021      | 24e (D3)             | Memorial Stadium   | 11 916   | Bristol           |
| Newport County      | 2013      | 5e                   | Rodney Parade      | 7 850    | Newport           |
| Forest Green Rovers | 2017      | 6e                   | The New Lawn       | 5 147    | Nailsworth        |
| Tranmere Rovers     | 2020      | 7e                   | Prenton Park       | 16 587   | Birkenhead        |
| Salford City        | 2019      | 8e                   | Moor Lane          | 5 106    | Salford           |
| Exeter City         | 2012      | 9e                   | St James Park      | 8 830    | Exeter            |
| Carlisle United     | 2014      | 10e                  | Brunton Park       | 17 949   | Carlisle          |
| Leyton Orient       | 2019      | 11e                  | Brisbane Road      | 9 271    | Londres (Leyton)  |
| Crawley Town        | 2015      | 12e                  | Broadfield Stadium | 5 996    | Crawley           |
| Port Vale           | 2017      | 13e                  | Vale Park          | 19 052   | Stoke-on-Trent    |
| Stevenage           | 2014      | 14e                  | Broadhall Way      | 6 920    | Stevenage         |
| Bradford City       | 2019      | 15e                  | Valley Parade      | 25 136   | Bradford          |
| Mansfield Town      | 2013      | 16e                  | Field Mill         | 10 000   | Mansfield         |
| Harrogate Town      | 2020      | 17e                  | Wetherby Road      | 5 000    | Harrogate         |
| Oldham Athletic     | 2018      | 18e                  | Boundary Park      | 13 512   | Oldham            |
| Walsall             | 2019      | 19e                  | Bescot Stadium     | 11 300   | Walsall           |
| Colchester United   | 2016      | 20e                  | Colchester Stadium | 10 105   | Colchester        |
| Barrow AFC          | 2020      | 21e                  | Holker Street      | 5 045    | Barrow-in-Furness |
| Scunthorpe United   | 2019      | 22e                  | Glanford Park      | 9 183    | Scunthorpe        |
| Sutton United       | 2021      | 1er (D5)             | Gander Green Lane  | 5 013    | Londres (Sutton)  |
| Hartlepool United   | 2021      | 4e (D5)              | Victoria Park      | 7 856    | Hartlepool        |

Légende des couleurs
- Relégué de League One
- Promu de National League

## Compétition

### Classement
| Rang | Équipe              | Pts | J  | G  | N  | P  | Bp | Bc | Diff |
| ---- | ------------------- | --- | -- | -- | -- | -- | -- | -- | ---- |
| 1    | Forest Green Rovers | 84  | 46 | 23 | 15 | 8  | 75 | 44 | +31  |
| 2    | Exeter City         | 84  | 46 | 23 | 15 | 8  | 65 | 41 | +24  |
| 3    | Bristol Rovers R    | 80  | 46 | 23 | 11 | 12 | 71 | 49 | +22  |
| 4    | Northampton Town R  | 80  | 46 | 23 | 11 | 12 | 60 | 38 | +22  |
| 5    | Port Vale           | 78  | 46 | 23 | 12 | 12 | 67 | 46 | +21  |
| 6    | Swindon Town R      | 77  | 46 | 22 | 11 | 13 | 77 | 54 | +23  |
| 7    | Mansfield Town      | 77  | 46 | 22 | 11 | 13 | 67 | 52 | +15  |
| 8    | Sutton United P     | 76  | 46 | 22 | 10 | 12 | 69 | 53 | +16  |
| 9    | Tranmere Rovers     | 75  | 46 | 21 | 12 | 13 | 53 | 40 | +13  |
| 10   | Salford City        | 70  | 46 | 19 | 13 | 14 | 60 | 46 | +14  |
| 11   | Newport County      | 69  | 46 | 19 | 12 | 15 | 67 | 58 | +9   |
| 12   | Crawley Town        | 61  | 46 | 17 | 10 | 19 | 56 | 66 | -10  |
| 13   | Leyton Orient       | 58  | 46 | 14 | 16 | 16 | 62 | 47 | +15  |
| 14   | Bradford City       | 58  | 46 | 14 | 16 | 16 | 53 | 55 | -2   |
| 15   | Colchester United   | 55  | 46 | 14 | 13 | 19 | 48 | 60 | -12  |
| 16   | Walsall             | 54  | 46 | 14 | 12 | 20 | 48 | 60 | -12  |
| 17   | Hartlepool United P | 54  | 46 | 14 | 12 | 20 | 47 | 60 | -13  |
| 18   | Rochdale R          | 53  | 46 | 12 | 17 | 17 | 51 | 59 | -8   |
| 19   | Harrogate Town      | 53  | 46 | 14 | 11 | 21 | 64 | 75 | -11  |
| 20   | Carlisle United     | 53  | 46 | 14 | 11 | 21 | 39 | 63 | -24  |
| 21   | Stevenage           | 47  | 46 | 11 | 14 | 21 | 45 | 68 | -23  |
| 22   | Barrow AFC          | 44  | 46 | 10 | 14 | 22 | 44 | 57 | -13  |
| 23   | Oldham Athletic     | 38  | 46 | 9  | 11 | 26 | 46 | 75 | -29  |
| 24   | Scunthorpe United   | 26  | 46 | 4  | 14 | 28 | 29 | 90 | -61  |

Promotion en League One
- 1er à 3e : promotion
- 4e à 7e : barrages de promotion

Relégation en National League
- 23e et 24e : relégation

Abréviations
- P : Promu de National League
- R : Relégué de League One

### Barrages de promotion
|  | Demi-finales | Demi-finales     | Demi-finales | Demi-finales |   |                | Finale | Finale   | Finale | Finale |
|  |              |                  |              |              |   |                |        |          |        |        |
|  |              |                  |              |              |   |                |        |          |        |        |
|  | 7            | Mansfield Town   | 2            | 1            |   |                |        |          |        |        |
|  | 7            | Mansfield Town   | 2            | 1            |   |                |        |          |        |        |
|  | 4            | Northampton Town | 1            | 0            |   |                |        |          |        |        |
|  | 4            | Northampton Town | 1            | 0            | 7 | Mansfield Town | 0      | 0        |        |        |
|  |              |                  |              |              | 7 | Mansfield Town | 0      | 0        |        |        |
|  |              |                  | 5            | Port Vale    | 3 | 3              |        |          |        |        |
|  | 6            | Swindon Town     | 5            | Port Vale    | 3 | 3              | 2      | 0 (5) ap |        |        |
|  | 6            | Swindon Town     |              |              |   |                |        | 0 (5) ap |        |        |
|  | 5            | Port Vale        | 1            | 1 (6) tab    |   |                |        |          |        |        |
|  | 5            | Port Vale        | 1            | 1 (6) tab    |   |                |        |          |        |        |

## Meilleurs buteurs
Au 28 avril 2022
| Rang | Joueur             | Club                | Buts |
| ---- | ------------------ | ------------------- | ---- |
| 1    | Dominic Telford    | Newport County      | 25   |
| 2    | Mathew Stevens     | Forest Green rovers | 23   |
| 3    | Harry McKirdy      | Swindon Town        | 19   |
| 4    | Jamille Matt       | Forest Green Rovers | 18   |
| 5    | Matt Jay           | Exeter City         | 14   |
| 5    | Davis Keillor-Dunn | Oldham Athletic     | 14   |
| 7    | Harry Smith        | Leyton Orient       | 13   |
| 8    | Aaron Drinan       | Leyton Orient       | 12   |
| 8    | Jack Diamond       | Harrogate Town      | 12   |
| 8    | Luke Armstrong     | Harrogate Town      | 12   |
| 8    | Freddie Sears      | Colchester United   | 12   |
| 8    | Jamie Proctor      | Port Vale           | 12   |
| 8    | Timothée Dieng     | Exeter City         | 12   |
| 8    | Luke Norris        | Stevenage           | 12   |